# کریستیانه نورد
کریستیانه نورد (به آلمانی: Christiane Nord) (متولد ۱۹۴۳ در ابرس والده آلمان) یک کارشناس مسائل ترجمه است.